# Užice
Užice  (tiếng Serbia: Ужице) là một thành phố ở phía tây Serbia. Thành phố Užice có diện tích km2, dân số là 54.717 người  (theo điều tra dân số Serbia năm 2002) còn dân số cả khu tự quản là 83.022 người.  Đây là thủ phủ hành chính của quận Zlatibor.

## Khí hậu
Užice có khí hậu lục địa ẩm (phân loại khí hậu Köppen Dfb).
| Dữ liệu khí hậu của Užice               | Dữ liệu khí hậu của Užice | Dữ liệu khí hậu của Užice | Dữ liệu khí hậu của Užice | Dữ liệu khí hậu của Užice | Dữ liệu khí hậu của Užice | Dữ liệu khí hậu của Užice | Dữ liệu khí hậu của Užice | Dữ liệu khí hậu của Užice | Dữ liệu khí hậu của Užice | Dữ liệu khí hậu của Užice | Dữ liệu khí hậu của Užice | Dữ liệu khí hậu của Užice | Dữ liệu khí hậu của Užice |
| Tháng                                   | 1                         | 2                         | 3                         | 4                         | 5                         | 6                         | 7                         | 8                         | 9                         | 10                        | 11                        | 12                        | Năm                       |
| --------------------------------------- | ------------------------- | ------------------------- | ------------------------- | ------------------------- | ------------------------- | ------------------------- | ------------------------- | ------------------------- | ------------------------- | ------------------------- | ------------------------- | ------------------------- | ------------------------- |
| Trung bình ngày tối đa °C (°F)          | 3.4 (38.1)                | 6.3 (43.3)                | 11.6 (52.9)               | 15.3 (59.5)               | 20.1 (68.2)               | 23.6 (74.5)               | 25.8 (78.4)               | 26.1 (79.0)               | 22.6 (72.7)               | 17.2 (63.0)               | 9.6 (49.3)                | 5.0 (41.0)                | 15.5 (60.0)               |
| Trung bình ngày °C (°F)                 | −0.3 (31.5)               | 2.2 (36.0)                | 6.5 (43.7)                | 10.0 (50.0)               | 14.6 (58.3)               | 18.1 (64.6)               | 19.9 (67.8)               | 19.9 (67.8)               | 16.6 (61.9)               | 11.8 (53.2)               | 5.7 (42.3)                | 1.7 (35.1)                | 10.6 (51.0)               |
| Tối thiểu trung bình ngày °C (°F)       | −3.9 (25.0)               | −1.8 (28.8)               | 1.4 (34.5)                | 4.7 (40.5)                | 9.2 (48.6)                | 12.6 (54.7)               | 14.1 (57.4)               | 13.8 (56.8)               | 10.6 (51.1)               | 6.5 (43.7)                | 1.8 (35.2)                | −1.6 (29.1)               | 5.6 (42.1)                |
| Lượng Giáng thủy trung bình mm (inches) | 66 (2.6)                  | 61 (2.4)                  | 60 (2.4)                  | 72 (2.8)                  | 92 (3.6)                  | 91 (3.6)                  | 80 (3.1)                  | 66 (2.6)                  | 71 (2.8)                  | 72 (2.8)                  | 85 (3.3)                  | 80 (3.1)                  | 896 (35.1)                |
| Nguồn: Climate-Data.org                 |                           |                           |                           |                           |                           |                           |                           |                           |                           |                           |                           |                           |                           |

## Thành phố kết nghĩa
- Cassino, Ý
- Kursk, Nga
- Veria, Hy Lạp
- Ljutomer, Slovenia
- Cáp Nhĩ Tân, Trung Quốc (2018)[4]